# Joshua Ward-Hibbert
Joshua Ward-Hibbert (* 25. Januar 1994 in Mansfield) ist ein ehemaliger britischer Tennisspieler und heutiger Basketballspieler. 2012 gewann er als Junior die Tennis-Doppelkonkurrenz der Australian Open.

## Sportkarriere

### Tennis
Ward-Hibbert spielte bis 2012 auf der ITF Junior Tour. Sein bestes Ergebnis bei Grand-Slam-Turnieren war im Einzel das Viertelfinale 2012 bei den Australian Open. Beim Turnier in Wimbledon stellte er den Rekord für den schnellsten Aufschlag bei einem Juniorenturnier in Wimbledon auf. Im Doppel bildete er zusammen mit Liam Broady das beste Juniorenpaar. Ihr erster großer Titel war der beim Orange Bowl 2011. In Ward-Hibberts letztem Jahr als Junior gewann er drei Turniere der höchsten Turnierkategorie Grade A – die Australian Open, die Trofeo Bonfiglio und die Porto Alegre Junior Championships (letztere mit Luke Bambridge). In der Jugend-Rangliste erreichte er im Mai 2012 mit Rang 10 seine höchste Notierung.
Bei den Profis spielte Ward-Hibbert ab 2012 erste Turniere, in diesem Jahr platzierte er sich auch erstmals in der Tennisweltrangliste. 2013 erreichte er auf der ITF Future Tour im Einzel sein erstes Halbfinale, während er im Doppel gleich sechs Titel gewann. Damit erreichte er kurz vor Jahresende auch sein Doppel-Rekordhoch von Platz 305. Im Einzel folgte sein einziger Titel im Jahr 2014. Im Doppel gewann er bis Ende 2015 noch sieben weitere Titel, womit sich die Gesamtzahl im Doppel auf 13 erhöhte. Sein einziges Turnier der ATP Challenger Tour spielte er in Nottingham, wo er sich erfolgreich durch die Qualifikation kämpfte und in der ersten Runde Donald Young unterlag.

### Basketball
Während seines Studiums an der Loughborough University im Fach Sportwissenschaften und Management wechselte Ward-Hibbert 2016 zum Basketball und beendete im Februar 2016 seine Tenniskarriere. Er bekam bei den Leicester Riders für die Saison 2016/2017 einen Vertrag und spielte in der BBL. 2020 wechselte er zu den London Lions.